# 黃榮 (成化進士)
黃榮（1443年—？），字儼仁，福建興化府莆田縣人，明朝政治人物。

## 生平
成化四年（1468年）戊子科福建鄉試第十四名。成化八年（1472年）壬辰科進士，由南京刑部主事，歷官浙江僉事，疏浚杭州運河，自江干至北闗，凡九十餘里，因削豪右侵地，罷官歸卒。

## 家族
曾祖父黃廷珪。祖父黃與器。父亲黃元安。